# Sierra de Yamasá
De Sierra de Yemasá is een bergketen in het oosten van de Dominicaanse Republiek. Het is net als de Cordillera Oriental in feite een deel van de Cordillera Central, waar het eiland Puerto Rico 250 km naar het oosten ook een deel van is. De Sierra de Yemasá scheidt de Caraïbische kustvlakte van de Valle del Yuna en Los Haitises.
De bergen van de Sierra de Yemasá zijn niet erg hoog. De belangrijkste toppen zijn:
- Loma Siete Cabezas 856 m – De rivier de Ozama ontspringt op deze berg.
- La Guardarraya 755 m
- La Naviza 680 m